# Gnetum gnemonoides
Gnetum gnemonoides är en kärlväxtart som beskrevs av Adolphe-Théodore Brongniart. Gnetum gnemonoides ingår i släktet Gnetum och familjen Gnetaceae. Inga underarter finns listade i Catalogue of Life.